# 이더넷 허브

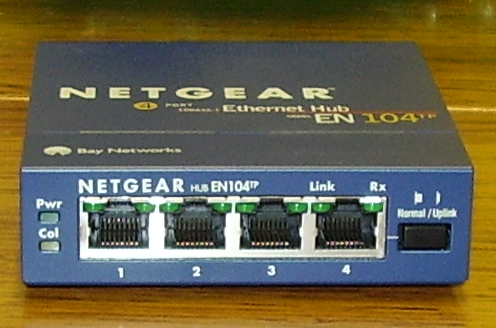
MDI-X/MDI 포트 선택이 가능한 4포트 10BASE-T 이더넷 허브.

이더넷 허브(영어: ethernet hub, active hub, network hub, repeater hub, multi-port reapter 또는 hub, 문화어: 망집선기)는 이더넷 네트워크에서 여러 대의 컴퓨터, 네트워크 장비를 연결하는 장치이다. 한대의 허브를 중심으로 여러대의 컴퓨터와 네트워크 장비가 마치 별 모양으로 서로 연결되며, 같은 허브에 연결된 컴퓨터와 네트워크 장비는 모두 상호 간에 통신할 수 있게 된다. 허브에 라우터나 Layer 3 스위치 등의 장비가 연결되어 있으면 이를 통해 더 높은 계층의 네트워크(WAN, MAN 등)과도 연결이 가능해진다. 허브와 컴퓨터 장비 사이의 연결에는 보통 UTP 케이블과 RJ45 커넥터가 사용된다.
허브로 연결된 네트워크에서는 한 컴퓨터에서 주고받는 데이터가 같은 허브에 연결된 다른 모든 컴퓨터에 전달된다. 따라서 연결된 컴퓨터의 개수가 많아질 수록 네트워크에서 충돌(collision)해 노이즈가 많아지고 속도가 느려진다. 이 문제를 해결하기 위해 최근에는 데이터를 필요로 하는 컴퓨터에만 전송하는 이더넷 스위치 장비를 많이 사용한다.
대부분의 이더넷 허브는 충돌 감지를 위해 반이중 통신방식(half duplex)만을 지원하는 데 반해, 대부분의 이더넷 스위치는 전이중 통신방식(full duplex)을 지원한다.
최근에는 이더넷 스위치의 가격하락으로 인해 이더넷 허브는 점차 사라져 가고 있다.

## 같이 보기
- 이더넷 스위치